# Battista Lomellini
Battista Lomellini (Genova, 1460 – Genova, 1540) fu il 48º doge della Repubblica di Genova.

## Biografia

Stemma nobiliare dei Lomellini

Figlio di Gerolamo Lomellini e Tobietta Doria nacque intorno al 1460 a Genova. Persona ammirata per le sue qualità letterarie e dialettiche, ricoprì dal 1516 importanti incarichi istituzionali per la repubblica. Proprio in quell'anno a lui fu affidato l'incontro di rappresentanza tra il governo genovese e il cardinale Innocenzo Cybo. Per Genova ricoprì inoltre le cariche di Elettore, Consigliere Anziano del Senato, Officiale di Balia, del Sale, di Moneta, dei Monti di Pietà, di Misericordia e dei Mercanti; fu inoltre protettore dell'ospedale di Pammatone.
Per le sue qualità fu scelto come accompagnatore del doge Ottaviano Fregoso a Milano nell'incontro con Francesco I di Francia per il vassallaggio su Genova.
Nei moti rivoluzionari dell'ammiraglio Andrea Doria contro l'oppressione del dominio francese, lo stesso Battista Lomellini partecipò e spronò la popolazione genovese nella causa del Doria. Egli stesso sborsò, per le spese ad avvenire, la cifra di mille scudi d'oro e tale gesto fu il volano per altri sostenitori.
Con la nuova riforma repubblicana dei dogi biennali fu nominato uno dei procuratori della Repubblica e con tale carica accolse, nell'agosto del 1530, l'imperatore Carlo V d'Asburgo al suo arrivo al porto di Vado Ligure. Come segno di sudditanza e riconoscenza, in cambio dei principi di libertà e sovranità della Repubblica, offrì in omaggio all'imperatore le chiavi della città del ponente ligure.
Le sue spiccate capacità lo porteranno il 4 gennaio del 1533 alla nomina dogale: la terza in successione biennale e la quarantottesima nella storia repubblicana. Fu proprio durante il suo dogato che ricevette ancora, con grande solennità, Carlo V in un incontro a Rivarolo con l'intero Senato. Nel suo biennio dogale ricucì i rapporti commerciali con la Francia.
Terminato il mandato, il 4 gennaio 1535, ricevette l'ultimo incarico da ambasciatore ed oratore della Repubblica per l'incontro del 1537 con il pontefice Paolo III presso Savona.
Sposato con Bartolomea Grimaldi Cebà ebbe tre figli: Nicolò, perito in giovane età, Agostino e Bettina.